# キャプテン・ファズマ
キャプテン・ファズマ（Captain Phasma）は、『スター・ウォーズシリーズ』の登場人物である。グェンドリン・クリスティーが演じている。ファズマはスター・ウォーズ続3部作の第1作目である『スター・ウォーズ/フォースの覚醒』（2015年）で初登場した。クリスティーは3部作の第2作目にもファズマが登場することを認めている。ファズマは『フォースの覚醒』で描かれる出来事の前のアンソロジー本である『Before the Awakening』にも登場している。
J・J・エイブラムスは元々は敵対者のカイロ・レンのために作られた装甲のデザインからファズマのキャラクターを作り、1979年の映画『ファンタズム』に因んで命名した。元々は男性として着想されたが、後に女性へ変更された。ファズマは『フォースの覚醒』のプロモーションやマーケティングにおいて目立つように登場していたため、映画で重要ではない役割であったことが批判に曝された。

## 着想と創造

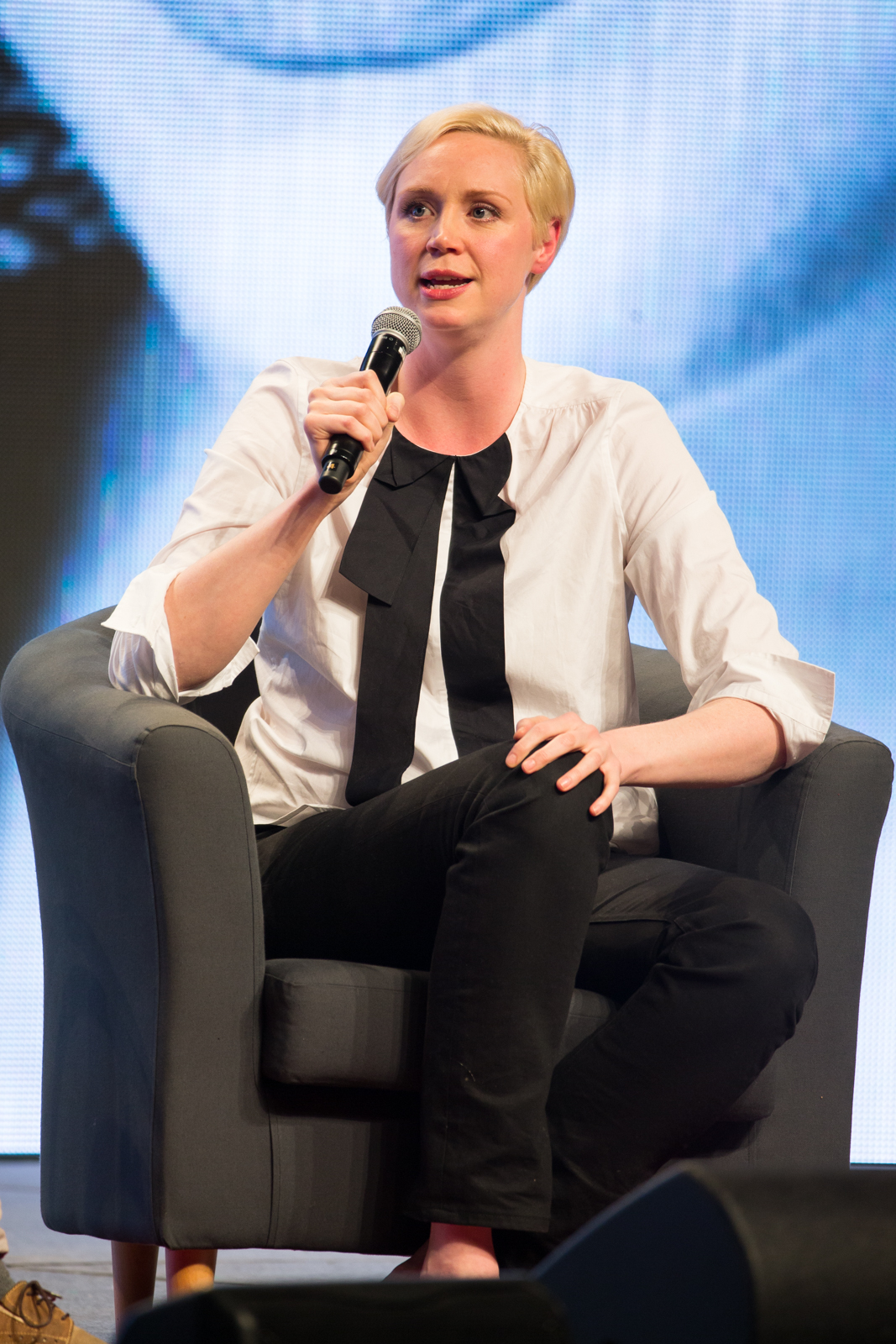
ファズマを演じたグェンドリン・クリスティー

ファズマの装甲デザインはコスチュームデザイナーのマイケル・カプランによって率いられるチームによって作られ
、元々はカイロ・レンの装甲デザイン案であった。むしろ、このデザインがJ・J・エイブラムスを刺激し新たなキャラクター・ファズマが作り上げられた。「ファズマ」という名前は、その装甲が1979年の映画『ファンタズム』に登場する球体を思い起こさせたことからエイブラムスによって名付けられた。カプランはファースト・オーダーの見た目をレジスタンスのものと対照的になるように意図し、「黒、緑がかった青色、鉄灰色」のような色で表した。ストームトルーパーについても同じ象徴性を持たせたうえで、より単純かつ現代的に改訂した。カプランはファズマを「極めてクール」となるように、銀色の装甲を持つキャラクターとしてデザインした。
ファズマは元々は女性として着想されたキャラクターではなく、本撮影が始まる3週間前に満たないキャスティングの間に男性から女性へと変更された。それによって、ファズマはザム・ウェセルに続き、スター・ウォーズのスクリーンに登場した2人目の女性ヴィラン（悪役）となった。キャプテン・ファズマによって、映画製作者らは、女性登場人物の伝統的役割の「限界を押し上げる」ことを望んだ。
『ゲーム・オブ・スローンズ』のタースのブライエニー役で知られていた女優のグェンドリン・クリスティーは、情報リーク後、2015年5月4日発行のヴァニティ・フェア誌上でキャプテン・ファズマを演じることを公式に認めた。クリスティーはこの映画への出演を強く希望し、継続してエージェントに役を得ることができるよう要求していた。クリスティーはファズマの初期の性別については気にしなかった。

## キャラクター
ファースト・オーダーのストームトルーパーの司令官であるキャプテン・ファズマは、カイロ・レン及びハックス将軍と並んでファースト・オーダーの「三執政官」の一人として描かれている。ファズマは旧銀河帝国の皇帝シーヴ・パルパティーンの所有物だったナブー・ヨットから回収されたクロミウムによってコーティングされた装甲服を着用している。クリスティーは、「常に行動の最前線」にいる訳ではないものの「大きな影響力」を持つキャラクターであるという意味において、ファズマをボバ・フェットと比較している。

## 登場

### 映画
2015年の映画『スター・ウォーズ/フォースの覚醒』の第2弾の予告編で初登場した。映画では、失踪したルーク・スカイウォーカーの行方が記録された地図の探索のため、惑星ジャクーにある村への襲撃を指揮した。戦闘に勝利した後、ファズマと部下のストームトルーパーはカイロ・レンの命令によって村人達を虐殺した。ファースト・オーダーの旗艦に戻ると、ファズマはストームトルーパーのフィンに対して再教育を報告するよう命令したが、フィンはファースト・オーダーから脱走し、レジスタンス側に寝返った。劇中の後半でフィン、ハン・ソロ、チューバッカがファースト・オーダーの本拠地が置かれているスターキラー基地に潜入した時、彼らはファズマを人質に取り、ファズマを脅して基地全域を覆っているシールドを解除させ、ゴミ圧縮機に彼女を落とした。
その後すぐに脱出し、基地の攻撃に飛来したレジスタンスのXウイング部隊に対しTIEファイターの出撃司令をするシーンがあったものの、そのシーンは本編からカットされた。
次作『スター・ウォーズ/最後のジェダイ』にも登場した。作中では描写がないが、前作においての失態の記録を抹消し、それを知る部下を抹殺しているとされている。メガ・スターデストロイヤー・スプレマシーにて裏切り者のFN.2187ことフィンとレジスタンスのメカニックであるローズ・ティコをトラッキングシステム室で待ち伏せした上で捕獲し、自らの手で処刑しようとするが、ホルド提督の捨て身の攻撃により失敗に終わる。その後は崩壊する艦内で元部下であるフィンと一対一の戦いを繰り広げた。戦闘では圧倒的な力でフィンを追い込むが返り討ちに遭い敗北。直後に床の崩壊に巻き込まれ死亡した。

### その他の媒体
フォースの覚醒の前日譚アンソロジー『Before the Awakening』では、フィンを中心とする短いストーリーにファズマが登場している。このストーリーにおいて、ファズマは戦闘シミュレーションにおけるフィンの成績を監視し、フィンの技術を褒め称えたものの、彼が自分より劣った仲間を救出したことを批判している。

### 商品
映画の下準備の一環として、ディズニーは2015年の「フォース・フライデー」（スター・ウォーズ・デイとしても知られる5月4日の別名）に数多くのスター・ウォーズの玩具を発売した。こういった玩具の1つに、声を変化させるファズマのマスクがあり、彼女の台詞が初めて公になった。その他に子供用の衣装やアクションフィギュアも発売された。